# خيال العصور الوسطى

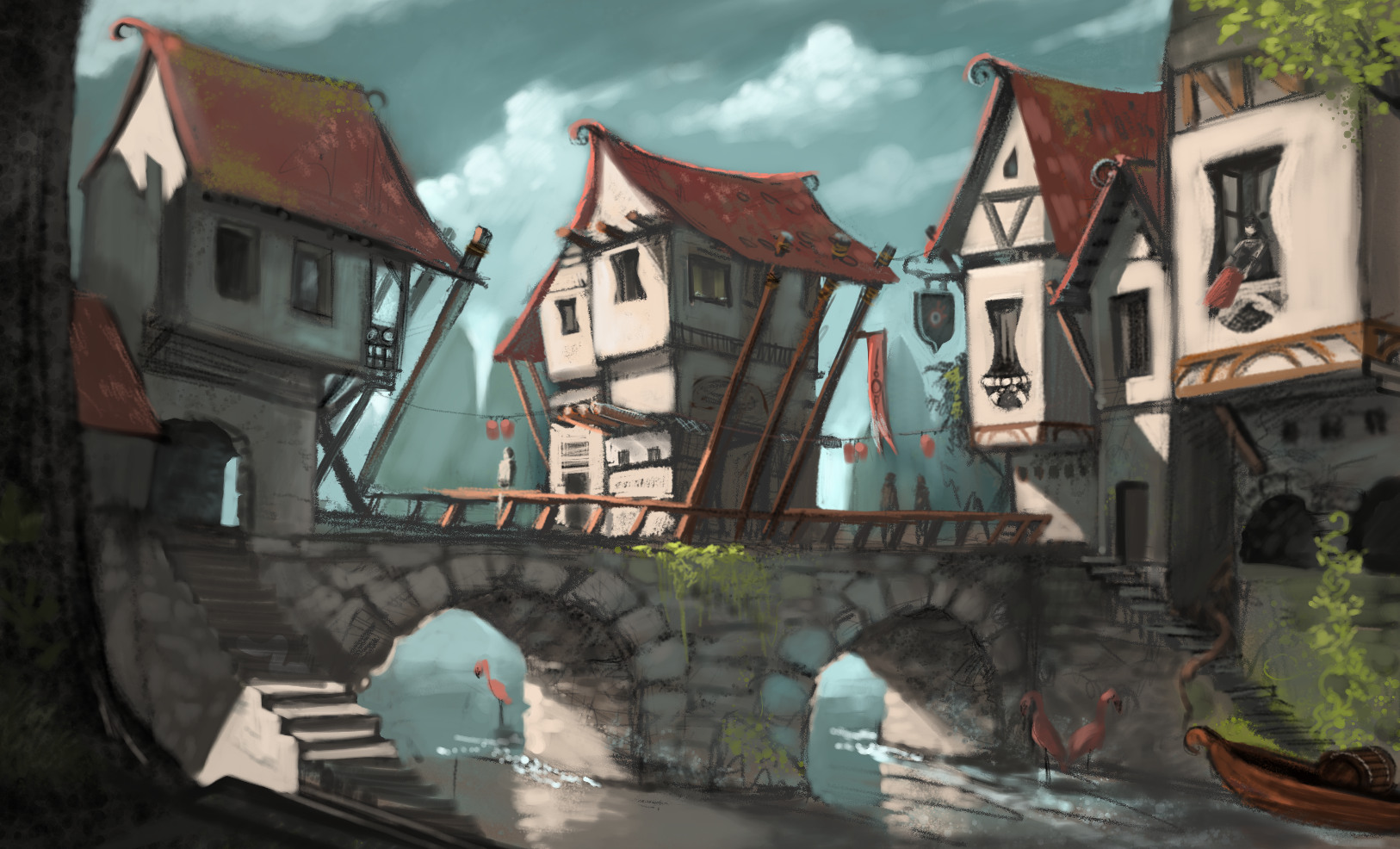
مثال لبيئة خيال العصور الوسطى.

خيال العصور الوسطى هو نوع فنّي مُتفرّع من الفنتازيا تقعُ أحداث بيئته في فترة العصور الوسطى ويحوي أحياناً بعض الأحداث التاريخية الحقيقية بالإضافة للخيال. هذا النوع شائعٌ في ألعاب الفيديو ذات تقمص الأدوار، وأدب الفانتازيا الملحمية. وتشمل حكايا هذا النوع عناصر مختلفة من الثقافة والمجتمع الأوروبيين في العصور الوسطى، بما في ذلك الحكومات الملكية، وبنية اجتماعية إقطاعية، وحروب العصور الوسطى، ومخلوقات أسطورية شائعة في الفولكلور الأوروبي.

## أمثلة

### في الأدب
- رواية الهوبيت (1937) وثلاثية سيد الخواتم (1954-1955) تأليف جون ر. تولكين.
- سجلات نارنيا (1950-1956) تأليف ك. س. لويس.
- الويتشر (1993-) تأليف أندريه سابكوسكي.
- أغنية الجليد والنار (1996-) تأليف جورج ر. ر. مارتن.
- ري:زيرو - بدء الحياة في عالم أخر.

### قصص مصوّرة
- بيرسيرك.
- البرسيم الأسود.

### أفلام
- الأميرة العروس (1987).
- سيد الخواتم (2001-2003).
- الهوبيت (2012-2014).
- شريك (2001-2010).
- إيراغون (2006).
- سليمان كين (2009).

### مسلسلات تلفزيونية
- ميرلين (2008-2012).
- زينا: الأميرة المحاربة (1995-2001).
- صراع العروش (2011-2019).

### ألعاب الفيديو
- مسعى التنين.
- أسطورة زيلدا.
- فاينل فانتسي.
- ذا إيلدر سكرولز.
- ووركرافت.
- غوثيك.
- ليالي بدون شتاء.
- ذا ويتشر.
- دراغون إيج.